# Петер Фейгль
Петер Фейгль (нім. Peter Feigl; нар. 30 листопада 1951) — колишній австрійський тенісист.
Найвищу одиночну позицію світового рейтингу — 36 місце досяг 28 травня 1979, парну — 160 місце — 24 вересня 1984 року.
Здобув 3 одиночні та 1 парний титул.
Найвищим досягненням на турнірах Великого шолома був чвертьфінал в одиночному розряді.

## Фінали турнірів ATP за кар'єру

### Одиночний розряд (3–3)
| Результат | W/L | Дата     | Турнір                | Покриття | Суперник       | Рахунок                 |
| --------- | --- | -------- | --------------------- | -------- | -------------- | ----------------------- |
| Перемога  | 1–0 | Сер 1978 | Клівленд, США         | Тверде   | Вен Вінітскі   | 4–6, 6–3, 6–3           |
| Поразка   | 1–1 | Лис 1978 | Маніла, Філіппіни     | Ґрунт    | Яннік Ноа      | 6–7, 0–6                |
| Поразка   | 1–2 | Січ 1979 | Окленд, Нова Зеландія | Тверде   | Тім Вілкінсон  | 3–6, 6–4, 4–6, 6–2, 2–6 |
| Поразка   | 1–3 | Бер 1979 | Лагос, Нігерія        | Ґрунт    | Ганс Кері      | 4–6, 6–3, 2–6           |
| Перемога  | 2–3 | Кві 1979 | Каїр, Єгипет          | Ґрунт    | Карлус Кірмайр | 7–5, 3–6, 6–1           |
| Перемога  | 3–3 | Бер 1980 | Лагос, Нігерія        | Ґрунт    | Гаррі Фріц     | 6–2, 6–3, 6–2           |

### Парний розряд (1–2)
| Результат | W/L | Дата     | Турнір                | Покриття | Партнер          | Суперники                          | Рахунок       |
| --------- | --- | -------- | --------------------- | -------- | ---------------- | ---------------------------------- | ------------- |
| Поразка   | 0–1 | Бер 1979 | Лагос, Нігерія        | Тверде   | Ісмаїл Ель-Шафей | Джоел Бейлі Брюс Клідж             | 4–6, 7–6, 3–6 |
| Перемога  | 1–1 | Січ 1980 | Окленд, Нова Зеландія | Тверде   | Род Фролі        | Джон Седрі Тім Вілкінсон           | 6–2, 7–5      |
| Поразка   | 1–2 | Жов 1983 | Тель-Авів, Ізраїль    | Ґрунт    | Петер Ельтер     | Колін Даудесвелл Золтан Кухарський | 4–6, 5–7      |